# الکس بیلیس
الکس بیلیس (انگلیسی: Alex Bayliss؛ زادهٔ ۱ ژانویهٔ ۱۹۵۰) دانشمند در زمینه باستان‌شناسی اهل بریتانیا است.